# Europabrücke
Europabrücke er en motorvejsbro i Østrig (motorvej A13, også kendt som Brenner Autobahn eller E45). Broen er beliggende syd for Innsbruck og nord for Brennerpasset.
Den er Europas næsthøjeste bro, målt efter højden over jorden nedenfor. Den er 657 m lang og 190 m høj, og blev indviet i 1963. Den var den højeste i Europa indtil Viaduc de Millau blev indviet i 2004.
Broen, der forløber over Wipptal mellem Patsch og Schönberg, var en stor teknisk udfordring i 1960'erne på grund af dens højde og lettere buede form.
Europabrücke står på fem bropiller af stålbeton, hvor den midterste med en længde på 146,5 meter er den højeste. I retning mod Innsbruck har kørebanerne et fald på 4,05 %, og i 1984 blev bredden øget med 1,2 meter til 24,6 meter. Broen har 3 kørebaner i hver retning, hvor det højre spor fungerer som krybespor for tung trafik.
Broen blev åbnet for trafik den 17. november 1963.
47°12′08″N 11°24′07″Ø / 47.20222°N 11.40194°Ø
| Trafik | Spire Denne trafikartikel er en spire som bør udbygges. Du er velkommen til at hjælpe Wikipedia ved at udvide den. |